# بین ورق‌ها (کوکتل)
بین ورق‌ها یک کوکتل متشکل از رام سفید (یا رام سبک دیگر)، کنیاک، تریپل سک و آب لیمو است. وقتی با جین درست می‌شود، به جای رم و کنیاک، به آن «نماز حوری» می‌گویند.

## تاریخچه
منشأ کوکتل معمولاً به هری مک‌الهون در بار نیویورک در پاریس در دهه ۱۹۳۰ به عنوان الهام گرفته شده از کوکتل سایدکار نسبت داده می‌شود. با این حال، منابعی وجود دارد که ادعا می‌کنند این کوکتل در برکلی تقریباً در سال ۱۹۲۱ یا در فاحشه خانه‌های فرانسوی به‌عنوان یک خوراکی برای مصرف توسط روسپی‌ها ساخته شده است.

## تغییرات
این نوشیدنی شبیه به کوکتل سایدکار است و که تنها در استفاده کمتر از کنیاک و اضافه کردن رام با آن تفاوت دارد.